# Women’s World Banking
Всемирный женский банк — международная некоммерческая организация, ставящая перед собой цель стратегической, технической и информационной поддержки 40 микрофинансовым компаниям и банкам, которые предлагают кредиты и другие финансовые услуги малообеспеченным предпринимателям с низким уровнем дохода в развивающихся странах по всему миру, с особым акцентом на женщин.
Сеть организаций объединенных WWB кредитует около 24 млн мелких предпринимателей в 28 странах мира, из которых 80 % составляют женщины. Организация является крупнейшей сетью микрофинансовых учреждений в мире по количеству клиентов, и единственной ставящей бедных женщин в центре своей миссии.

## История
Всемирный женский банк вырос из идеи озвученной на первой Всемирной конференции по правам женщин Организации Объединенных Наций, состоявшейся в Мехико в 1975 году, именно на ней было провозглашено «Десятилетие женщины ООН: равенство, развитие и мир» (1976—1985). Конференция в Мехико была созвана Генеральной Ассамблеей ООН, с целью привлечения внимания международной общественности на необходимость разработки ориентированных на будущее целей, эффективных стратегий и планов действий по улучшению положения женщин. Среди дискуссий вокруг прав женщин на встрече, группа из десяти женщин с пяти континентов установила, что экономическая независимость может усилить права женщин, позволяя им сделать выбор и повлиять на их собственное образование, возможность и благополучия. Предоставление малых кредитов и других финансовых услуг бедным женщинам-предпринимателям, поэтому, может быть мощным оружием в глобальной борьбе с нищетой. В 1976 году в продолжение диалога был основан Всемирный женский банк, у истоков его создания стояли представительницы различных культур: американка Микаэлла Уолш, которая стала первым президентом Банка, индианка Эла Бхатт и ганка Эстер Оклоо.
В 1979 году в Голландии произошла регистрация фонда Всемирного женского банка, как международной некоммерческой организации ставящей перед собой цель обеспечения женщин-предпринимателей капиталом и информацией необходимой для доступа к экономики своих стран и строительства жизнеспособных предприятий. В 1991 году на пост президента пришла американка Нэнси Барри, при ней произошло расширение сети, к сети подключились некоторые крупные банки. В 2006 году организацию возглавила Мэри Эллен Искандериан штаб квартира женского банка переехала в Нью-Йорк. Штат организации состоит из 40 экспертов.
Банк не выдает кредиты конечным потребителям самостоятельно, он служит главным партнером для 40 организаций, которые и работают с клиентами в следующих регионах: Африка, Азия, Восточная Европа, Латинская Америка, страны Карибского бассейна, Ближний Восток.
Сеть партнеров располагает совокупным кредитным портфелем более чем на 5,5 млрд долларов, а средний размер кредита на одного заемщика составляет 1200 долларов (данные на 2009 год).

## Члены сети на середину 2015 года[8]
- Бразилия
  - Banco da Família
- Колумбия
  - Banco WWB S.A.
  - Fundación delamujer
  - Fundación Mundo Mujer
- Доминиканская республика
  - Banco de Ahorro y Crédito ADOPEM (Banco ADOPEM)
- Парагвай
  - Interfisa Financiera
- Перу
  - Caja Arequipa
  - Banco de la Microempresa, S.A. (Mibanco)
- Бенин
  - Association pour la Promotion et l’Appui au Développement des Micro-Entreprises (PADME)
- Бурунди
  - Caisse Coopérative d’Epargne et de Crédit Mutuel (CECM)
- Эфиопия
  - Poverty Eradication & Community Empowerment (PEACE) MFI S.CO
- Кения
  - Equity Bank Limited
  - Kenya Women Microfinance Bank Limited
- Уганда
  - Uganda Finance Trust Ltd. MDI
- Египет
  - Lead Foundation
- Иордан
  - Microfund for Women (MfW)
- Ливия
  - The Lebanese Association for Development (Al Majmoua)
- Марокко
  - Al Amana
- Тунис
  - enda inter-arabe
- Босния и Герцеговина
  - Microcredit Foundation MI-BOSPO
- Бангладеш
  - ASA
  - Shakti Foundation for Disadvantaged Women
- Индия
  - Shri Mahila SEWA Sahakari Bank Ltd.
  - Ujjivan Financial Services Pvt. Ltd.
- Монголия
  - XacBank
- Пакистан
  - Kashf Foundation
- Филиппины
  - CARD Bank, Inc.
  - Negros Women for Tomorrow Foundation (NWTF)
- Шри-Ланка
  - Women Development Federation (WDF)